# 青森中央学院大学
青森中央学院大学（あおもりちゅうおうがくいんだいがく、英語: Aomori Chuo Gakuin University）は、青森県青森市横内字神田12に本部を置く日本の私立大学。1946年創立、1998年大学設置。大学の略称はACGU 。
系列校に青森中央短期大学などがある。経営母体は学校法人青森田中学園で、千葉県の中央学院大学との関連はない。

## 概観

### 建学の精神
- 愛あれ、知恵あれ、真実（まこと）あれ

### 教育の目的と教育方針
教育目的
教育基本法及び学校教育法並びに建学の精神に基づき、学校教育法の定めるところに従い、広く知識を授けるとともに深く専門の学芸を教授研究し、知的・道徳的及び応用的能力を展開させ、国際社会、国家及び地域社会の生活、文化の向上と産業経済の発展に貢献する人材の養成を目的とする。
教育方針
1. 学生が主体的に問題意識を深め、自ら学習を継続し、明日を創造する能力を育む。
2. 学ぶ側に立ち、学生が着実に理解し、身に付く教育を行う。
3. 知識を単に学ぶだけではなく、知識の活用を図り、生きた知を教える。
4. 教員同士が連携を保ち、教育内容及び教育方針の有機的なつながりを持って教育を行う。

## 沿革
- 1946年（昭和21年）6月 - 青森珠算簿記学院（現・青森中央経理専門学校）ならびに青森裁縫学院（現・青森中央文化専門学校）創立
- 1956年（昭和31年）3月 - 学校法人田中学園設置認可
- 1970年（昭和45年）1月 - 学校法人青森田中学園に組織変更
- 1998年（平成10年）4月 - 青森中央学院大学開学（経営法学部経営法学科）
- 2004年（平成16年）4月 - 青森中央学院大学大学院地域マネジメント研究科開設。地域マネジメント研究所開設
- 2014年（平成26年）4月 - 看護学部看護学科開設
- 2018年（平成30年）4月 - 別科助産専攻設置

## 基礎データ

### 所在地
- 青森県青森市横内神田12

サテライトキャンパスFRIENDLY WINDOW
- 青森県青森市新町2-7-13

### 交通アクセス
- JR奥羽線、津軽線および青い森鉄道青森駅からJRバス東北、青森市営バス「モヤヒルズ」行・「公立大学」行・横内環状線（左回り）のいずれかに乗車。「青森中央学院大学前」バス停留所で下車するのが最も便利である。

### 象徴
- 青森中央学院大学のカレッジマークは、こぶしの花の周囲に、建学の精神となっている3つのキーワードを英字表記した文字と、経営母体の設立年である「1946」の文字が記されたものとなっている。

## 学部・学科

### 学部
- 経営法学部
  - 経営法学科
- 看護学部
  - 看護学科

### 大学院
- 地域マネジメント研究科
  - 地域マネジメント専攻（修士課程）

### 別科
- 助産専攻

### 附属施設
- 地域マネジメント研究所

## 施設

### キャンパス
- 本部棟（毛綱毅曠設計）
- 1号館
- 2号館
- 3号館
- 4号館：こぶし会館
- 5号館
- 7号館
- 国際交流会館
- 学術交流会館
- プール棟

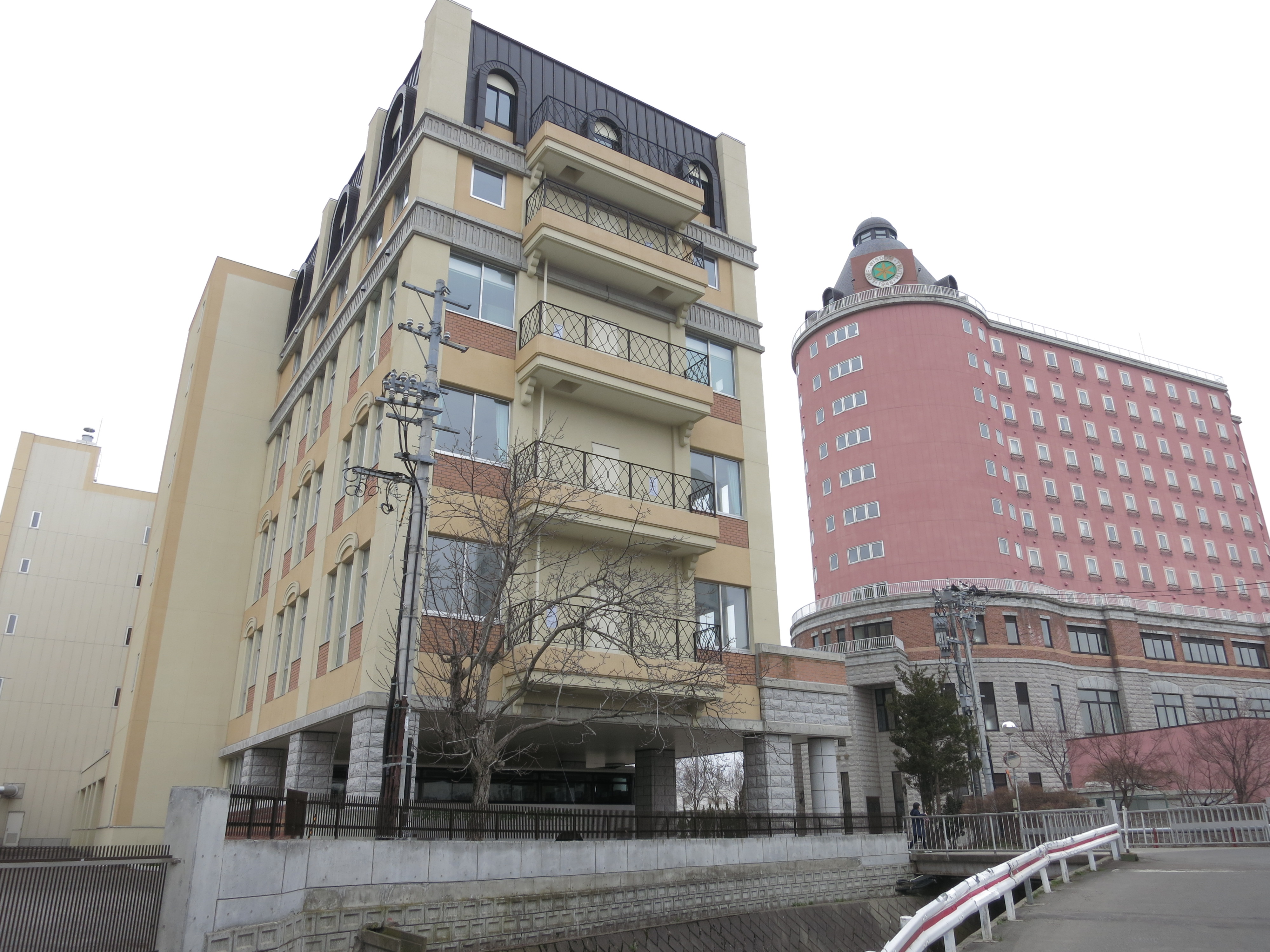
7号館（左）と9号館（右、学術交流会館）2016年4月

- サテライトキャンパスFRIENDLY　WINDOW（青森市新町）

### 寮
- 学術交流会館
- 国際交流会館
- こぶし会館（女子学生専用）
- 自適館（男子学生専用）

## 対外関係

### 地方自治体
- 十和田市との連携協力に関する協定を締結（2008年2月）
- 青森県立図書館との連携・協力に関する協定を締結（2009年9月）
- むつ市との連携・協力に関する協定を締結（2006年4月）
- 青森市との包括的な連携に関する協定締結（2015年3月）
- むつ市と弘前大学との三者により「むつサテライトキャンパス」をむつ市に設置（2015年10月）
- 青森市との災害時における避難所等施設としての使用に関する協定締結（2016年5月）
- 上北郡東北町との包括的な連携に関する協定締結（2017年2月）
- 青森県教育委員会との連携に関する協定締結(2020年9月）

### 民間企業など
- 青森商工会議所との連携・協力に関する協定締結（2013年7月）
- 青森市横内町内会との連携・協力に関する協定締結（2014年3月）
- みちのく銀行との海外ビジネス支援に連携協定締結（2014年7月）
- 青森銀行との地域活性化に関する協定（2014年7月）
- 全国「道の駅」連絡会との「道の駅」就労体験型実習の実施に関する基本協定を締結（2015年3月）
- 青森県中小企業家同友会との連携に関する協定を締結（2015年3月）
- 特定非営利活動法人青森県消費者協会との連携に関する協定を締結（2015年9月）
- 青い森信用金庫との連携協力に関する協定締結（2017年11月）
- 特定非営利活動法人青森県防災士会との包括的な連携に関する協定締結（2018年5月）
- 社会福祉法人中央福祉会と教育・研究・福祉サービスに関する協定締結（2022年3月）

### 高等学校
- 青森県立青森中央高等学校との高大連携に関する協定を締結（2014年2月）
- 青森県立青森西高等学校との高大連携プログラムに関する協定を締結（2014年3月）
- 青森県立青森商業高等学校との高大連携に関する協定を締結（2019年8月）
- 青森県立大湊高等学校との高大連携に関する協定を締結(2020年10月）
- 五所川原商業高等学校との高大連携に関する協定を締結(2022年11月）
- 青森県立木造高等学校との高大連携に関する協定を締結(2023年1月）
- 青森県立三沢商業高等学校との高大連携に関する協定を締結（2023年10月）
- 青森県立青森北高等学校との高大連携に関する協定を締結（2024年2月）

## 他大学との協定

### 国内大学
- 青森公立大学との単位互換協定（2000年8月）
- 青森地域大学間連携協定の締結
  - 青森公立大学
  - 青森県立保健大学
  - 青森大学
  - 青森明の星短期大学
  - 青森中央短期大学
- 久留米大学との包括的な連携に関する協定を締結(2016年3月)
- 青森明の星短期大学と大学間包括連携協定を締結(2017年3月)
- 放送大学との看護師の特定行為研修の連携に関する協定(2022年10月)

### 海外大学
- カセサート大学（タイ）
- 国立貿易大学（ベトナム）
- 吉林化工学院（中国）
- 僑光科技大学（台湾）
- 泰日工業大学（タイ）
- 南台科技大学（台湾）
- 南開科技大学（台湾）
- 長春人文学院（中国）
- チュラロンコン大学看護学部（タイ）
- サイアム大学看護学部（タイ）
- 呉鳳科技大学（台湾）
- 国立台北科技大学（台湾）
- 北京第二外国語大学（中国）
- 釜山外国語大学校（韓国）
- ハノイ国家大学外国語大学（ベトナム）
- 忠清大学校（韓国）
- 吉林外国語大学（中国）
- ＦＰＴ大学（ベトナム）
- グェン・タット・タイン大学（ベトナム）
- 国立台中科技大学（台湾）
- 馬偕医護管理専科学校（台湾）

## 取得資格について
教職課程
- 経営法学部　高等学校教諭一種免許状（公民）・（商業）、中学校教諭一種免許（社会）

資格
- 経営法学部　司書、学校図書館司書教諭、社会福祉主事任用資格、上級秘書士
- 看護学部　看護師国家試験受験資格、保健師国家試験受験資格
- 地域マネジメント研究科　税理士試験一部科目免除
- 別科助産専攻　助産師国家試験受験資格

## 大学関係者

### 歴代学長
- 竹内照宗（初代学長）
- 中村信吾
- 花田勝美
- 佐藤敬（現学長）

### 著名な教員
- 田中忠三郎（縄文と現代） - 民俗民具研究家、収集したコレクションは数万点以上に及ぶ
- 大泉光一（危機管理論）
- 小野正文（太宰治研究）
- 白取春彦（作家）

### 卒業生
- 大坂谷啓生 - 元プロ野球選手
- 小林大誠 - 元プロ野球選手　※中退
- 王林 - タレント、元アイドル、元りんご娘[2]

## 系列校
- 青森中央短期大学
- 青森中央経理専門学校
- 青森中央文化専門学校
- 認定こども園青森中央短期大学附属第一幼稚園
- 認定こども園青森中央短期大学附属第二幼稚園
- 認定こども園青森中央短期大学附属第三幼稚園